# Sara Lumholdt
Sara Helena Lumholdt, född 25 oktober 1984 i Hässelby församling, Stockholms län, är en svensk popsångerska och programledare.
Lumholdt slog igenom som sångare i den svenska tonårsgruppen A-Teens.

## Biografi
Lumholdt var medlem i popgruppen A-Teens mellan 1998 och 2004 men tog sedan en paus från rampljuset. År 2007 var hon tillbaka och lanserade en solokarriär under artistnamnet Sara Love, som dock lades ner. Från och med 2008 satsar hon på nytt på en solokarriär under sitt riktiga namn. Med bidraget Enemy deltog hon i deltävling 3 av Melodifestivalen 2011, dock direktutslagen på en 7:e plats av 8 tävlande. Parallellt med musiken arbetade hon som bokföringskonsult och var instruktör i pole fitness. Lumholdt har även arbetat som receptionist på en PR-byrå. År 2011 hade hon ett eget radioprogram i pratradiokanalen Radio1.
År 2012 medverkade Lumholdt i TV3-programmet Superstars Celeb. Hon var även programledare för Xtra Factor på TV11, som var ett slags eftersnack till TV4:s X Factor, hösten 2012. Tre år senare vann hon Gladiatorerna.  
Under 2010-talet flyttade Lumholdt till Storbritannien där hon 2018 gifte sig och senare fick barn. Tillsammans drev makarna, samt ytterligare en partner, ett företag inom "marine rigging".
I den första deltävlingen av Melodifestivalen 2024 återförenades Lumholdt med de andra medlemmarna i A-teens och uppträdde inför publiken som mellanakt i tävlingen för att dels fira 50-årsjubileet av Abbas vinst i Melodifestivalen 1974, dels för att fira 25-årsjubileet av sitt eget bildande som grupp 1999. Detta var gruppens första officiella framträdande sedan den splittrades 2006.

## Diskografi

### Studioalbum
- 2011 - Enemy

### Singlar
- 2007 - Let's Get Physical
- 2007 - Glamour Bitch
- 2008 - First

### Fotnoter
1. ↑  Aino Oxblod (29 augusti 2018). ”A-teens-stjärnans lycka - har gift sig med kärleken”. www.expressen.se. https://www.expressen.se/noje/a-teens-stjarnans-lycka-har-gift-sig-med-karleken/. Läst 4 februari 2024.
2. ↑  ”Sara Lumholdt från A-Teens – så lever hon idag | Femina”. www.femina.se. 28 september 2022. https://www.femina.se/i-rampljuset/sa-lever-sara-lumholdt-fran-a-teens-idag/8764179. Läst 4 februari 2024.
3. ↑  Sveriges befolkning
2000:
Lumholdt, Sara Helena
(1984-10-25)
Försäkringskassan, uttag avseende 20001231 (2014)
4. ↑  – Jag tror inte att Marie tycker om mig Aftonbladet, 1 juli 2008
5. 1 2  ”Nöjd Sara Lumholdt laddar om efter Melodifestivalen 2011 – som bokföringskonsult”. Poplight. Arkiverad från originalet den 18 april 2013. https://archive.is/20130418173118/http://poplight.zitiz.se/artikel/noejd-sara-lumholdt-laddar-om-efter-melodifestivalen-2011-som-bokfoeringskonsult. Läst 31 mars 2013.
6. ↑  ”Sara Lumholdt”. Saralumholdt.se. Arkiverad från originalet den 26 mars 2013. https://web.archive.org/web/20130326202551/http://www.saralumholdt.se/. Läst 31 mars 2013.
7. ↑  Svenska kändisar: Vad gör de nu? Arkiverad 16 april 2010 hämtat från the Wayback Machine. Veckorevyn, 10 augusti 2008
8. ↑  Malin Carlehäll. "Radio1 byter ut Sara Lumholdt", Resumé 9 augusti 2011 (länk)
9. ↑  Johan Bratell (27 september 2022). ”A-Teens stjärnan Sara Lumholdts nya liv i Storbritannien”. www.expressen.se. https://www.expressen.se/noje/a-teens-stjarnan-sara-lumholdt-sa-spenderade-hon-miljonerna/. Läst 3 februari 2024.